# Midas (entreprise)
Pour les articles homonymes, voir Midas (homonymie).
Midas (acronyme de The Muffler Installation Dealers' Associated Service) est une entreprise d'entretien et de réparation rapide automobile d'origine américaine. 
Elle appartient au groupe Mobivia pour ce qui concerne ses activités en Europe, en Amérique latine et en Afrique ; puis à TBC Corporation dans le reste du monde. Son siège social se situe à Itasca, dans l'Illinois, en banlieue de Chicago.
En France, Midas appartient à l'Association familiale Mulliez

## Historique
En 1956, Nate H. Sherman fonde Midas à Macon dans l’État de Géorgie aux États-Unis, spécialisé dans le remplacement du pot d'échappement.
En 1957, après un an d'existence, le 100e centre Midas ouvre ses portes.
En 1966, Midas développe son offre avec les amortisseurs. L'année suivante, Midas est acheté par IC Industries (devenu PepsiAmericas (en) Inc.).
En 1973, Midas ouvre son premier centre en Europe, puis s'implante en France trois ans plus tard.
En 1997, Midas est cotée au New York Stock Exchange (NYSE) sous le symbole MDS à la suite de la scission décidée par le groupe Whitman, maison mère de Midas.
En 1998, Midas vend les branches Europe et Amérique Latine-Afrique à Magneti-Marelli, filiale du groupe Fiat.
En 2004, Fiat cède les branches Europe et Amérique Latine-Afrique de Midas (620 centres environ) au Groupe Mobivia (Norauto).

## Implantation
Midas dispose de 2 700 points de vente présents dans 20 pays, dont 607 en Europe.[réf. nécessaire]

### Hors Europe

#### Branche Amérique du Nord
- Canada
- États-Unis
- Mexique
- Bahamas

#### Branche Océanie
- Australie
- Nouvelle-Zélande

#### Branche Asie
- Arabie Saoudite

### Midas Europe
Midas Europe est une entreprise française d'entretien et de réparation rapide automobile appartenant au groupe Mobivia (qui fait partie l'Association Familiale Mulliez) depuis 2004.
Midas Europe compte plusieurs points de vente en Europe et en Afrique :

#### Branche Europe
- France (365 centres)
- Belgique (43 centres)
- Espagne (170 centres)
- Italie
- Portugal (24 centres)

#### Branche Afrique

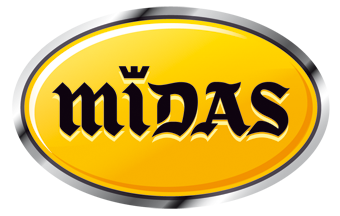
Ancien logo de Midas (20??-2020)

- Maroc
- Côte d'Ivoire
- Algérie
- Tunisie
- Benin

- Sénégal